# Pennsboro
Pennsboro é uma cidade localizada no estado norte-americano de Virgínia Ocidental, no Condado de Ritchie.

## Demografia
Segundo o censo norte-americano de 2000, a sua população era de 1199 habitantes.
Em 2006, foi estimada uma população de 1199, um aumento de 0 (0.0%).

## Geografia
De acordo com o United States Census Bureau tem uma área de
5,6 km², dos quais 5,6 km² cobertos por terra e 0,0 km² cobertos por água. Pennsboro localiza-se a aproximadamente 245 m acima do nível do mar.

## Localidades na vizinhança
O diagrama seguinte representa as localidades num raio de 20 km ao redor de Pennsboro.